# Croix de village de Faverney
La Croix de village de Faverney est un édifice protégé des monuments historiques situé place de la Mairie à Faverney, dans la Haute-Saône.

## Histoire
Elle fut construite au XVIe siècle. La croix du village est classée depuis le 18 octobre 1913.

## Galerie

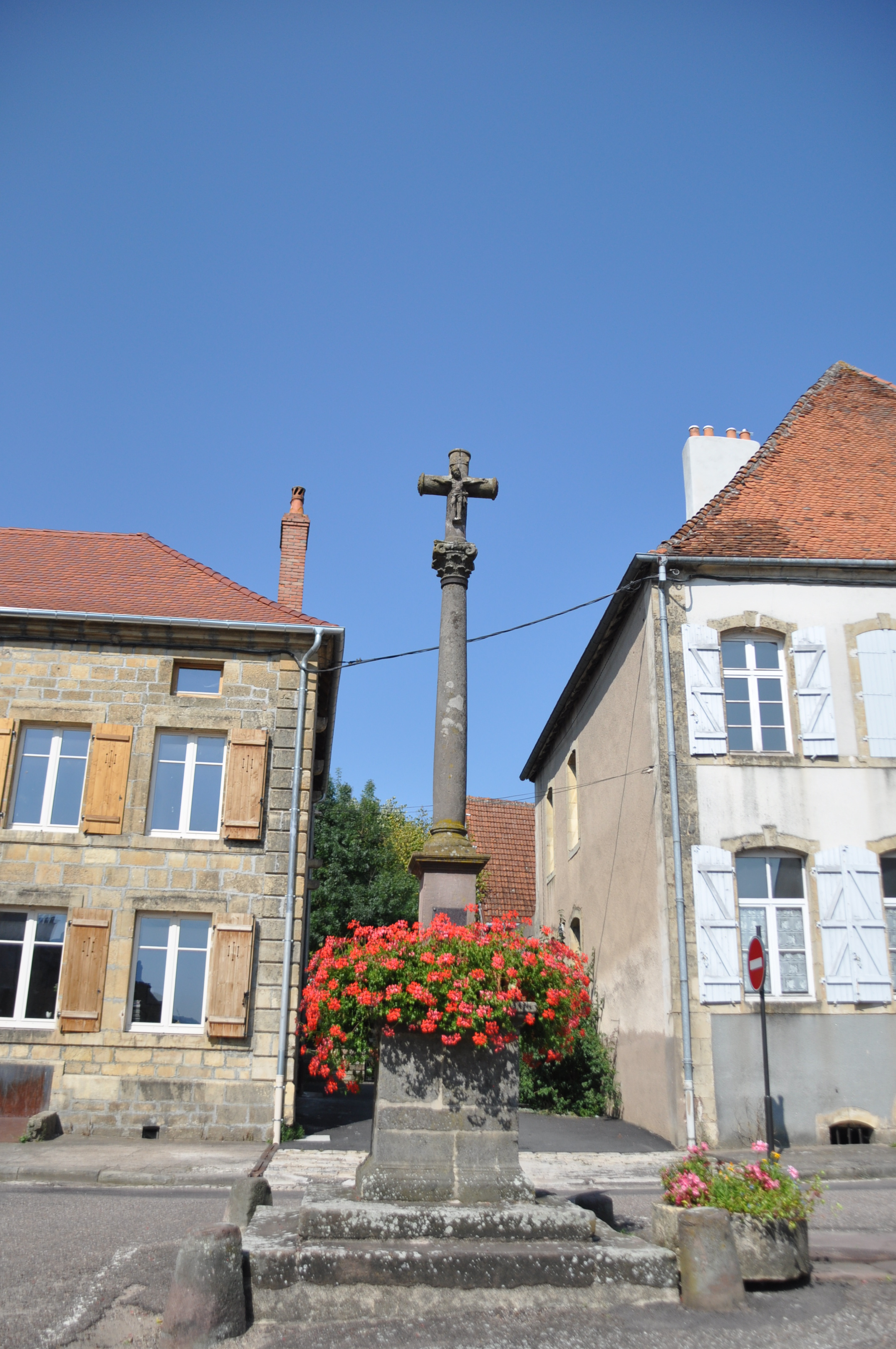
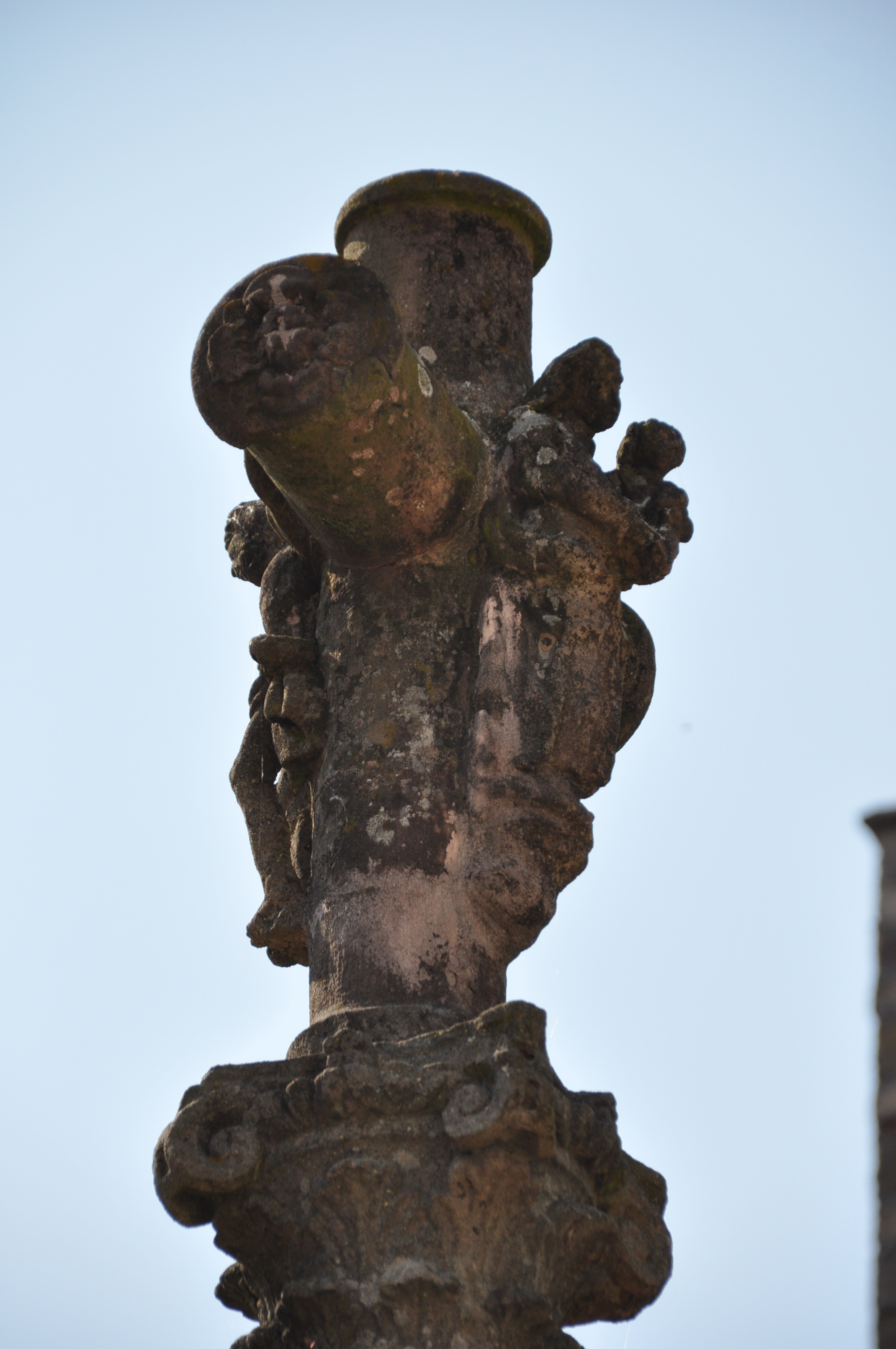
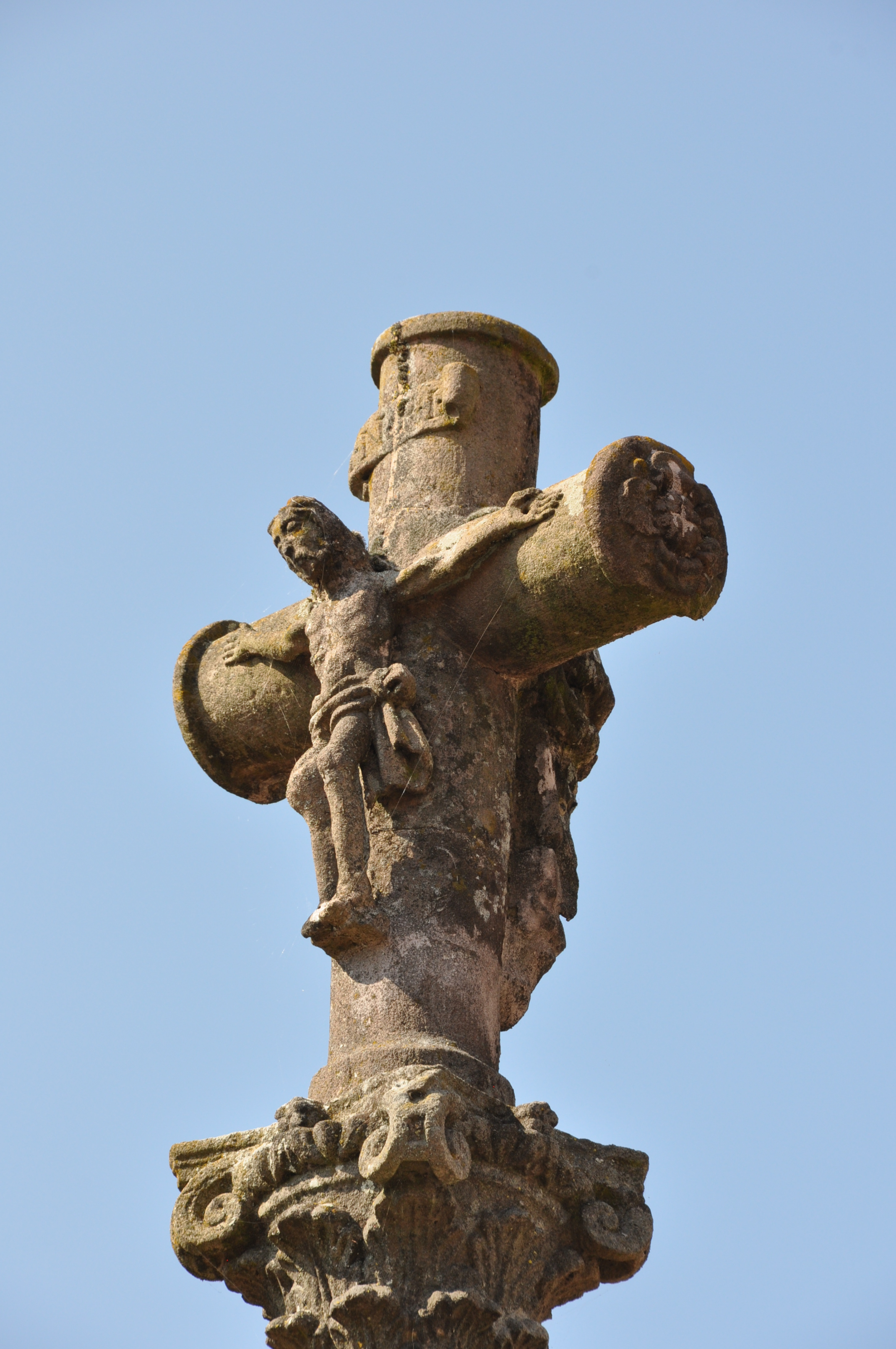